# Các giả thuyết thay thế thuyết tiến hóa do chọn lọc tự nhiên

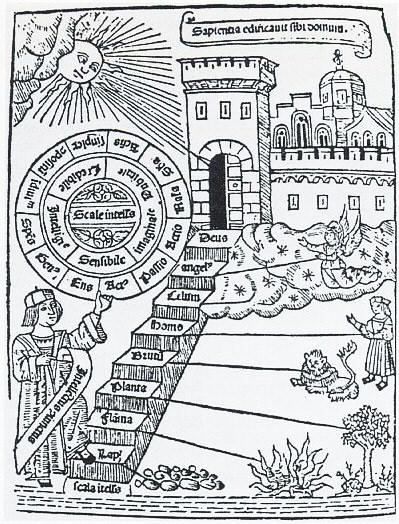
chuỗi lớn sinh vật Trung cổ như một cầu thang, ngụ ý khả năng tiến bộ: Thang thăng trầm tư duy của Ramon Lull, 1305

Các lựa chọn thay thế cho tiến hóa do chọn lọc tự nhiên, cũng được mô tả là các cơ chế tiến hóa phi Darwin, đã được các học giả nghiên cứu về sinh học đề xuất từ thời cổ đại để giải thích quá trình tiến hóa và liên quan của các nhóm sinh vật trong tiến hóa không theo chọn lọc tự nhiên. Các lựa chọn thay thế không bao gồm các quan điểm tôn giáo như thần tạo luận (sáng tạo Trái Đất trẻ hay già hoặc thiết kế thông minh), nhưng bị giới hạn trong các giải thích được đề xuất bởi Asa Gray gọi là tiến hóa hữu thần (theistic evolution).
Trường hợp thực tế thay đổi tiến hóa được chấp nhận nhưng cơ chế do Charles Darwin đề xuất, chọn lọc tự nhiên, đã bị từ chối, những giải thích về tiến hóa như học thuyết Lamac (Lamarckism), tai biến luận (catastrophism), tiến hóa tiến bộ (orthogenesis), tiến hóa cấu trúc (structuralism) và thuyết đột biến đã được tình bày. Các yếu tố khác nhau thúc đẩy mọi người đề xuất các cơ chế tiến hóa phi Darwin. Chọn lọc tự nhiên, với sự nhấn mạnh vào cái chết và cạnh tranh, đã không hấp dẫn một số nhà tự nhiên học vì họ cảm thấy nó vô đạo đức, không có nhiều chỗ cho ngành điện học hoặc khái niệm tiến bộ trong sự phát triển của cuộc sống. Một số người đã chấp nhận sự tiến hóa, nhưng không thích chọn lọc tự nhiên, đã đưa ra sự phản đối tôn giáo. Những người khác cảm thấy rằng tiến hóa là một quá trình tiến bộ vốn có mà chỉ có chọn lọc tự nhiên là không đủ để giải thích. Vẫn còn những người khác cảm thấy rằng thiên nhiên, bao gồm cả sự phát triển của cuộc sống, tuân theo các mô hình có trật tự mà chọn lọc tự nhiên không thể giải thích.
Vào đầu thế kỷ 20, sự tiến hóa nói chung được các nhà sinh học chấp nhận nhưng chọn lọc tự nhiên còn đang bị nghi ngờ. Nhiều lý thuyết thay thế đã được đề xuất, nhưng các nhà sinh học đã nhanh chóng giảm giá các lý thuyết như tiến hóa tiến bộ (orthogenesis), sinh lực luận (vitalism) và học thuyết Lamac không đưa ra cơ chế tiến hóa hoặc đưa ra chưa đầy đủ. Thuyết đột biến đã đề xuất một cơ chế, nhưng lại chưa được chấp nhận. Sau đó, vào khoảng những năm 1940 - 1950, sự hình thành và phát triển của Thuyết tiến hóa tổng hợp gần như đã bác bỏ gần như hoàn toàn mọi giả thuyết về lựa chọn thay thế nói trên, mang lại chỗ đứng vững chắc cho học thuyết chọn lọc tự nhiên Darwin.